# Deparia pterorachis
Deparia pterorachis là một loài thực vật có mạch trong họ Woodsiaceae. Loài này được (H. Christ) M. Kato miêu tả khoa học đầu tiên năm 1977.